# 霍恩施泰因 (黑森州)
霍恩施泰因是德国黑森州的一个市镇。总面积63.79平方公里，总人口6105人，其中男性3079人，女性3026人（2011年12月31日），人口密度96人/平方公里。